# 世界はいつも夜明け前
『世界はいつも夜明け前/You’re My Love』（せかいはいつもよあけまえ ユア・マイ・ラブ）は、スターダストレビュー56枚目シングル。2018年5月30日に発売された。DVD付初回限定盤と通常盤の2形態で発売。日本コロムビア移籍第1弾。

## 収録曲
全作曲：根本要、編曲：佐橋佳幸（3以外）

### CD
1. 世界はいつも夜明け前
作詞：ハルカ/根本要
BSジャパン火曜ドラマJ『くノ一忍法帖 蛍火』主題歌
2. You're My Love
作詞：根本要
東海テレビ開局60周年応援ソング
3. Daydream Believer
作詞・作曲：John Stewart
日本語訳：ZERRY
編曲：スターダストレビュー
4. 世界はいつも夜明け前（Instrumental）
5. You’re My Love （Instrumental）

### DVD（初回限定盤のみ）
熊本地震復興支援チャリティライブ「No Ballads 120分」＠豊洲PIT 2017.02.02より
1. Whisky A Go-Go
2. Baby, It’s You
3. 大渋滞
4. 少年
5. AVERAGE YELLOW BAND
6. Smiling Face
7. Get Up My Soul
8. RUNNING
9. 電光石火で引き分け主義
10. 道 〜The Song For Us〜